# Wöhr (Münchsmünster)
Wöhr ist eine ehemalige Gemeinde im oberbayerischen Landkreis Pfaffenhofen an der Ilm in Bayern.

## Ortsteile
Zur Gemeinde Wöhr gehörten die Kirchdörfer Niederwöhr und Mitterwöhr, das Dorf Oberwöhr und die Einöde Griesham. Sitz der Gemeindeverwaltung war Mitterwöhr.

## Eingemeindung
Am 1. Januar 1978 wurde die Gemeinde Wöhr im Zuge der Gebietsreform in Bayern in die Gemeinde Münchsmünster eingegliedert.